# Jiří Esterházy (biskup)
Jiří Esterházy z Galanty (maďarsky Galántai Esterházy György, 25. března 1630, Galanta – Párkány/Štúrovo, 9. srpna 1663) byl uherský šlechtic z rodu Esterházyů a titulární biskup v srbském Smederevu.

## Život
Narodil se jako syn šlechtice a hudebníka Daniela svobodného pána Esterházyho a jeho ženy Judit Rumyové. 
V roce 1654 se stal kanovníkem ostřihomské katedrály, poté proboštem biskupského stolce predialistů ve Vráblích. 
Padl v bitvě u Gbelců poblíž Párkány (dnešní Štúrovo) jako velitel kapitulních vojsk  proti Turkům.

## Spisy
Rosae Coelestes… 4 sv.

## Prameny
- Szinnyei József: Magyar írók élete és munkái II. (Caban–Exner). Budapest: Hornyánszky. 1893.